# 弗朗西斯·澤維爾·多·阿馬拉爾
弗朗西斯·澤維爾·多·阿馬拉爾（葡萄牙語：Francisco Xavier do Amaral，1937年－2012年3月6日），東帝汶民眾有時稱之為「阿波澤維爾」或「澤維爾祖父」（Abo Xavier，「阿波」為祖父之意），是東帝汶獨立運動成員暨政治家，也是東帝汶獨立革命陣線創始人之一。

## 經歷

### 宣布獨立
澤維爾·阿馬拉爾出生於葡屬帝汶馬努法希區，是當地村長長子，從小接受葡萄牙教育。他從澳門留學返回東帝汶後，放棄原先的神職人員工作，轉而擔任拉丁語和葡萄牙語教師。葡萄牙各個大城市在1974年4月經歷康乃馨革命後，他在同年5月20日聯合若澤·拉莫斯·奧爾塔和馬里·阿爾卡蒂里等人，共同成立東帝汶社會民主協會。同年9月11日，東帝汶社會民主協會結合其他組織而改組為東帝汶獨立革命陣線。
隨著葡萄牙政府轉而放棄過去的殖民地，當時仍為葡萄牙殖民地的葡屬帝汶內部局勢更加動亂，其中對立兩方分別東帝汶獨立革命陣線支持群眾，及主張加入印度尼西亞西半部省分者。經過短暫的內部衝突後，東帝汶獨立革命陣線聲稱舉辦公民投票。1975年11月28日，擔任東帝汶獨立革命陣線主席的阿馬拉爾單方面宣布東帝汶獨立，且宣誓就任第一任東帝汶總統，也是印度尼西亞入侵前首位總統。

### 獨立運動

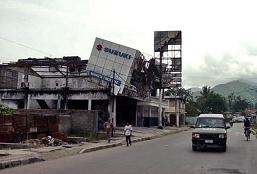
1999年，親印度尼西亞民兵引起大規模破壞。

阿馬拉爾宣布独立9天後，印度尼西亞軍隊於12月7日入侵東帝汶，迫使他逃往山區。隔年7月，印度尼西亞政府宣布東帝汶為其第二十七個省份。而在避難期間，阿馬拉爾積極領導撤往山區的東帝汶獨立革命陣線，反抗佔領東帝汶的印度尼西亞，共計有10萬名農民參與反抗行動。但隨著戰鬥局勢無望、民眾逐漸疲憊與流行病盛行，使得抗爭派與對話派之間發生衝突。
阿馬拉爾曾在1977年9月13日以叛國罪遭到逮捕，不過東帝汶獨立革命陣線趁著囚犯移動到監禁處時襲擊，使其得以解放，但之後仍因對於獨立運動的意見分歧而失勢。1978年8月，阿馬拉爾在一次東帝汶獨立革命陣線的行動中，意外遭到印度尼西亞部隊逮捕。阿馬拉爾先是送至峇里島，並在1978年轉往雅加達監禁。由於考量其知名度，印度尼西亞政府允許其在住家中實行軟禁，這時他結識同樣遭到拘禁的沙納納·古斯芒。
隨著印度尼西亞總統蘇哈托在1998年宣布辭職後，東帝汶民眾於隔年舉辦的東帝汶獨立公投獲得壓倒性的漂數通過。儘管發生親印度尼西亞民兵大規模破壞一事，但隨著澳洲派遣部隊進駐，印度尼西亞政府被迫同年撤離東帝汶。聯合國在2000年2月成立聯合國東帝汶過渡行政當局後，結束22年監禁生活的阿馬拉爾得以返回東帝汶，但之後得知妻子已經失蹤、且兩名孩子遭到擊斃。

### 政治活動

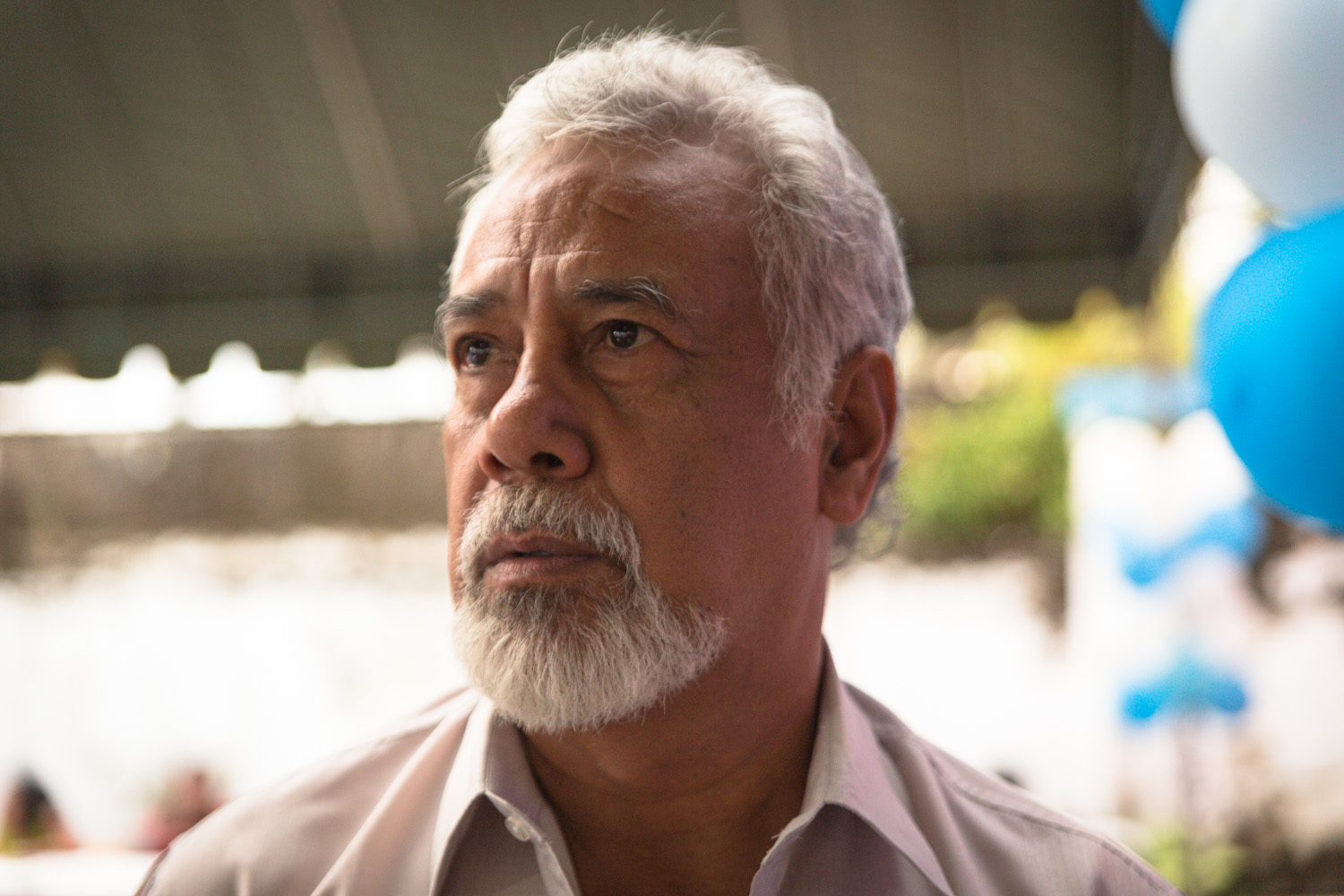
沙納納·古斯芒為阿馬拉爾的好友。

東帝汶獨立革命陣線協助澤維爾·阿馬拉爾獲得平反，但他並未加入東帝汶獨立革命陣線或是沙納納·古斯芒陣營，而是依照1974年的政黨名稱，重新成立自己的政黨東帝汶社會民主協會。不過在2001年舉行的東帝汶議會選舉上，東帝汶獨立革命陣線和東帝汶社會民主協會獲得7.8%票數而取得少數席次，在88個席次中取得6個席次。因此從2001年開始，阿馬拉爾代表東帝汶社會民主協會參與制憲會議的討論，制憲會議在2002年正式獨立後則改名為第一屆國民議會，並持續擔任議員而直到逝世為止。
阿馬拉爾曾參與2002年4月舉辦的東帝汶總統選舉，但僅獲得17.3%票數，而遭到獲得82.7%票數的沙納納·古斯芒擊敗。在東帝汶總理馬里·阿爾卡蒂里推薦下，阿馬拉爾成為東帝汶副總理。2007年時，他再度代表東帝汶社會民主協會當選成為國民議會議員。而隨著東帝汶社會民主協會也加入沙納納·古斯芒政府，阿馬拉爾因而加入內閣。不過在同年4月舉行的東帝汶總統選舉中，作為總統候選人的阿馬拉爾僅獲得14.39%選票而排行第四名。
阿馬拉爾也作為總統候選人參與2012年東帝汶總統選舉，然而在2012年3月16日第一輪投票前10天，他便在東帝汶首都狄力當地醫院因為癌症逝世，享年75歲。之後東帝汶政府為阿馬拉爾際舉行國葬，而由於阿馬拉爾際出生日期並未確定，東帝汶當地民眾大多以12月3日作為其生日紀念。

## 外部連結
- （英文） Francisco Xavier do Amaral obituary （页面存档备份，存于）
- （英文） Profile: Francisco Xavier do Amaral （页面存档备份，存于）
- （葡萄牙文） Leste: Francisco Xavier do Amaral, o homem que declarou a independência do país (PERFIL) （页面存档备份，存于）

| 官衔                                        | 官衔              | 官衔                                   |
| ------------------------------------------- | ----------------- | -------------------------------------- |
| 前任： 馬里奧·萊莫斯·皮雷斯（葡屬帝汶總督） | 東帝汶總統 1975年 | 繼任： 尼古勞·多斯·雷斯·洛巴托（代理） |